# Wisman Gori
Wisman Gori (Prato, 11 aprile 1900 – ...) è stato un calciatore italiano, di ruolo portiere.

## Carriera
Inizia la carriera nel Prato, con cui nella stagione 1922-1923 gioca 12 partite nel campionato di Seconda Divisione; a fine anno la squadra retrocede nel campionato regionale toscano di Terza Divisione, nel quale rimane fino al 1925. Nella stagione 1925-1926 Gori gioca 18 partite in Seconda Divisione, la terza serie dell'epoca, contribuendo alla seconda promozione consecutiva della sua squadra. L'anno seguente gioca 18 partite in Prima Divisione, la seconda serie dell'epoca, nella quale gioca altre 12 partite nella stagione 1927-1928 contribuendo alla promozione del Prato in Divisione Nazionale, la massima sere dell'epoca. Torna a giocare nel Prato nella stagione 1929-1930, nella quale gioca 25 partite in Serie B; l'anno seguente gioca invece 15 partite in Prima Divisione, nel frattempo declassata a terzo livello del campionato italiano. Dopo una breve parentesi al Catanzaro, sempre in terza serie, gioca per altre due stagioni nel Prato, disputando altre 30 partite in Prima Divisione e chiudendo così la carriera con 166 presenze nella squadra toscana. Giocò infine un'ulteriore campionato di terza serie, con i fiorentini del Le Signe.
In carriera ha giocato complessivamente 73 partite in campionati di seconda serie.

## Palmarès

### Club

#### Competizioni regionali
- Campionato italiano di terza divisione: 1

Prato: 1924-1925